# Molitva
Molitva (v cirilici Молитва, slovensko Molitev) je naslov zmagovalne pesmi na Pesmi Evrovizije 2007, ki jo je za Srbijo predstavljala mlada srbska pevka Marija Šerifović. Srbija je s to pesmijo prvič nastopila na Evroviziji kot samostojna država po odcepitvi Črne gore.
Molitva je po letu 1998 prva zmagovalna evrovizijska skladba, ki ne vsebuje nič angleškega besedila.

## Različice pesmi
Pesem je prevedena tudi v angleščino pod naslovom »Destiny« in finščino pod naslovom »Rukoilen«.